# Größte Kirmes am Rhein

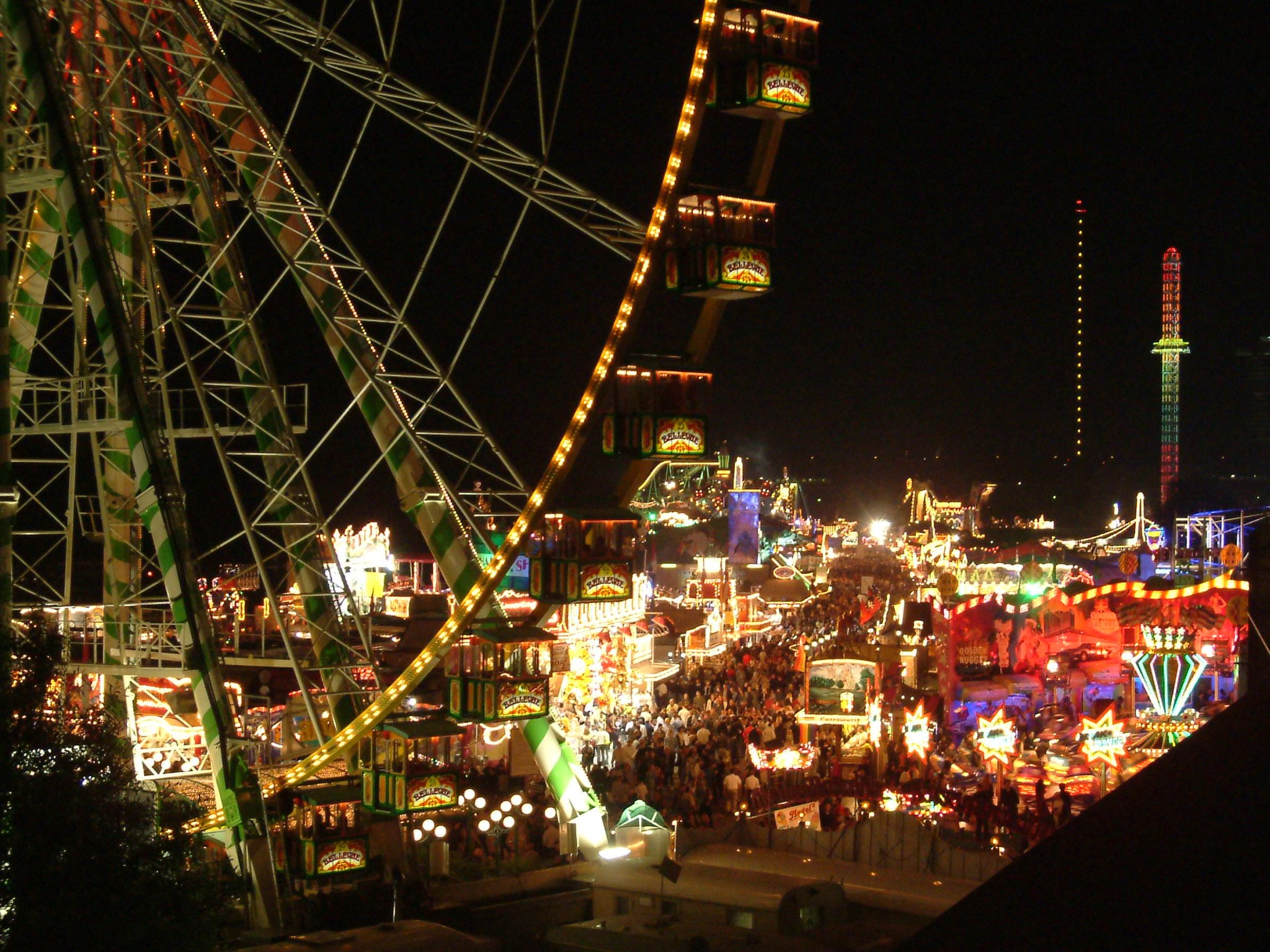
Größte Kirmes am Rhein (2002)

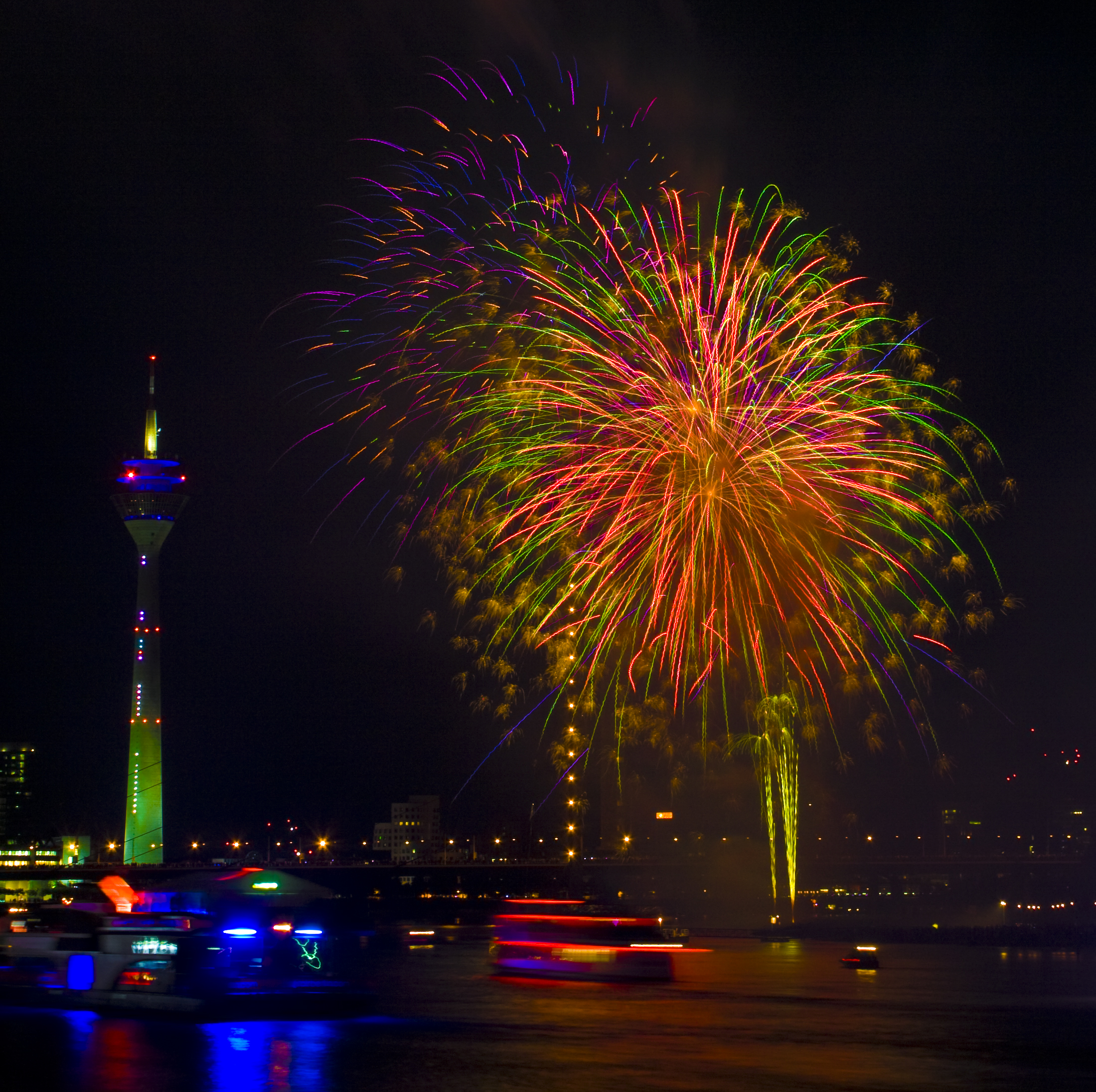
Vuurwerk tijdens de kermis

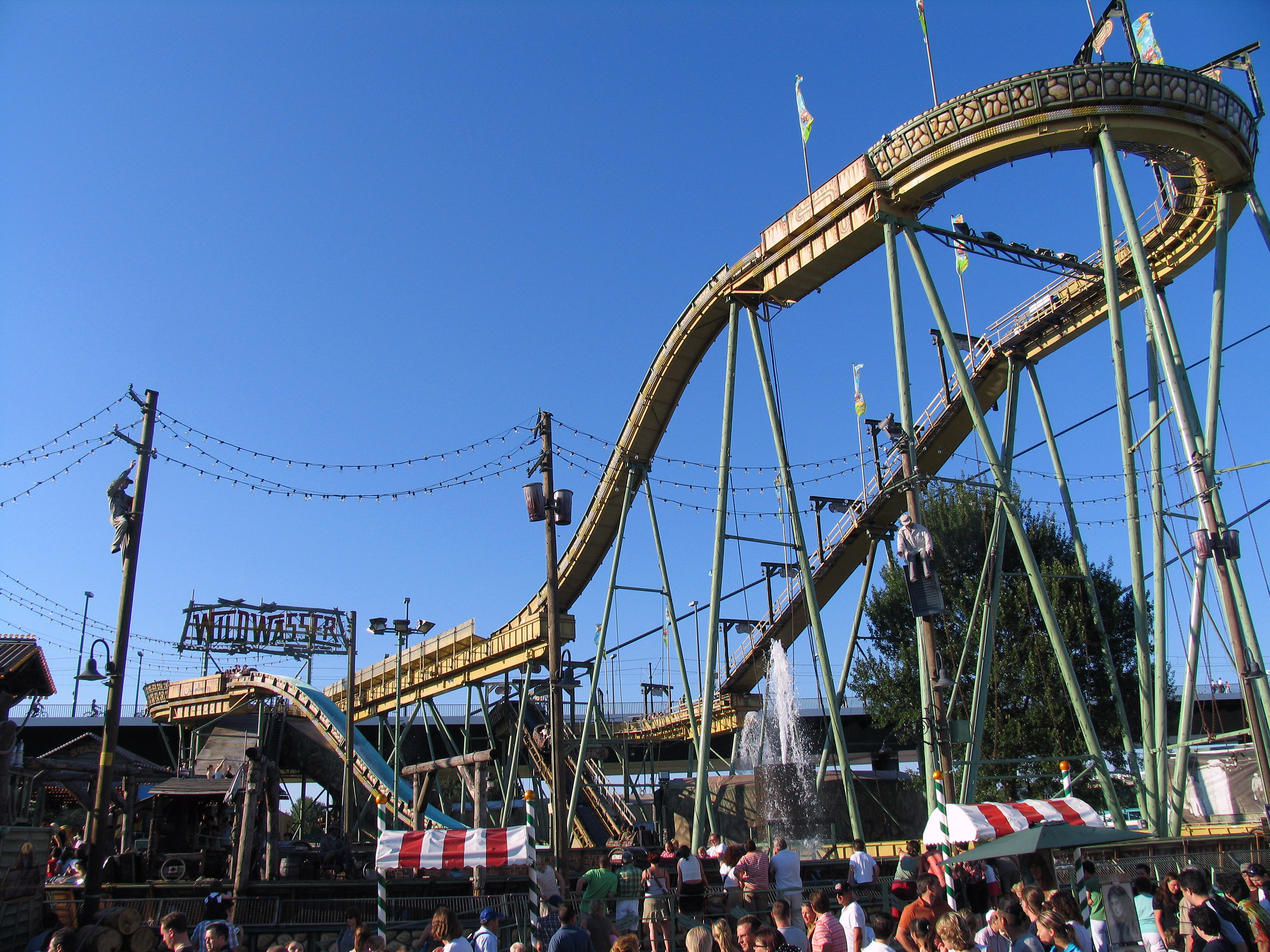
Wildwaterbaan (2006)

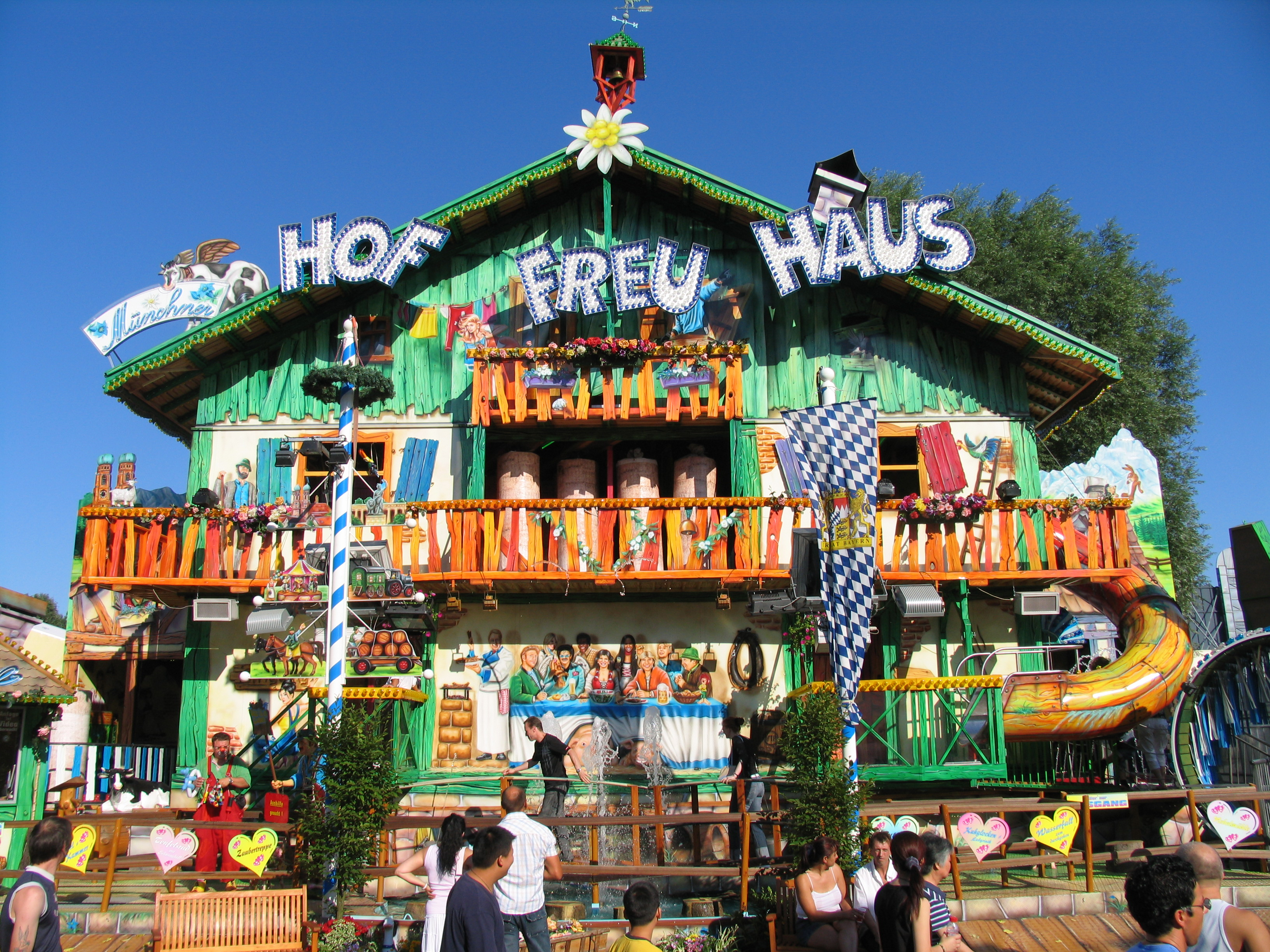
Attractie op de kermis

De Größte Kirmes am Rhein (Grootste kermis langs de Rijn) of Rheinkirmes in Düsseldorf is een van de grootste volksfeesten van Duitsland. Dit tiendaagse feest vindt elk jaar plaats in de derde week van juli op de linker Rijnoever in het stadsdeel Düsseldorf-Oberkassel. Met rond 4 miljoen bezoekers wordt deze Düsseldorfer kermis qua populariteit enkel overtroffen door het Oktoberfest in München (ca. 6 miljoen bezoekers) en de Cranger Kirmes in Herne (ca. 4,5 miljoen bezoekers).

## Achtergrond
De Größte Kirmes am Rhein wordt om twee redenen gevierd:
1. Feest van de beschermheilige van Düsseldorf, St. Apollinaris von Ravenna
2. Kerkwijding van de katholieke Basiliek van St. Lambertus in het oude centrum van Düsseldorf

Organisator van het feest is de St.-Sebastianus-Schützenverein Düsseldorf 1316 e.V. De traditie van het Vogelschießen (vogelschieten) ter ere van de kerkwijding bestaat als sinds 1435. In de 16e eeuw was het feest zelfs de gelegenheid waarop de koppelaars van koning Hendrik VIII van Engeland zijn toekomstige echtgenote Anna van Kleef op het oog kregen.
Sinds 1901 is de uiterwaard op de linker Rijnoever, tegenover de oude binnenstad, de locatie voor het volksfeest. Het feest heeft door de verhuizing naar deze locatie een gedaanteverwisseling ondergaan. Het van oorsprong religieuze feest veranderde in een tien dagen durend volksfeest met een almaar groeiend aantal bezoekers. In de jaren 70 kwam de naam "Größte Kirmes am Rhein" in gebruik, wat de gewijzigde situatie goed weergeeft.
Met vermoedelijk meer dan 4 miljoen bezoekers uit binnen- en buitenland behoort de "Größte Kirmes am Rhein" tot de allergrootste volksfeesten van Duitsland en is het voor de stad Düsseldorf een belangrijke economische factor.

## Naamstrijd
Sinds jaren heerst er tussen de organiserende schuttersvereniging en de katholieke kerk van Düsseldorf een strijd om de naam van het feest. De kerk wenst dat de naam "Größten Kirmes am Rhein“" plaats maakt voor "Apollinaris-Kirmes", om de religieuze achtergrond van het evenement te benadrukken. De schuttersvereniging wijst dit af met het argument dat de naam "Größten Kirmes am Rhein" een vaste plaats veroverd heeft in de volksmond en daarom een merknaam geworden is.

## Wie heeft de grootste?
In Duitsland woedt traditiegetrouw een strijd om de titel "Größtes Volksfest in Deutschland" (grootste volksfeest van Duitsland). Omdat de term "grootste" niet nauwkeurig is gedefinieerd, bestrijden, op basis van verschillende berekeningen, de "Münchener Oktoberfest", de "Cannstatter Wasen" in Stuttgart, de "Größten Kirmes am Rhein" in Düsseldorf en de "Cranger Kirmes" in Herne elkaar deze titel.
De data van de vier grootste volksfeesten van Duitsland:
| Naam                   | Oppervlakte (in ha) | Bezoekersaantallen (2006/2008, in miljoenen) | Duur (in dagen) | Bezoekers per dag (in miljoenen) | Bezoekers per m² |
| ---------------------- | ------------------- | -------------------------------------------- | --------------- | -------------------------------- | ---------------- |
| Münchener Oktoberfest  | 31                  | 6,5                                          | 16              | 0,41                             | 21               |
| Cannstatter Wasen      | 35                  | 4,2                                          | 17              | 0,26                             | 12               |
| Größte Kirmes am Rhein | 17                  | 4,2 (4,6*)                                   | 9               | 0,47                             | 24               |
| Cranger Kirmes         | 8,3 (11)            | 4,5 (4,7)                                    | 10              | 0,45 (0,47)                      | 54 (36)          |

(Data van de Cranger Kirmes volgens de politieschattingen, tussen haakjes de schattingen van de organisatoren)
(* Data van het voorgaande jaar)

## Weblinks
- St.-Sebastianus-Schützenverein Düsseldorf 1316 e.V.
- Informatie van de stad Düsseldorf met betrekking tot de Größte Kirmes am Rhein